# Sinaia (Schiff)

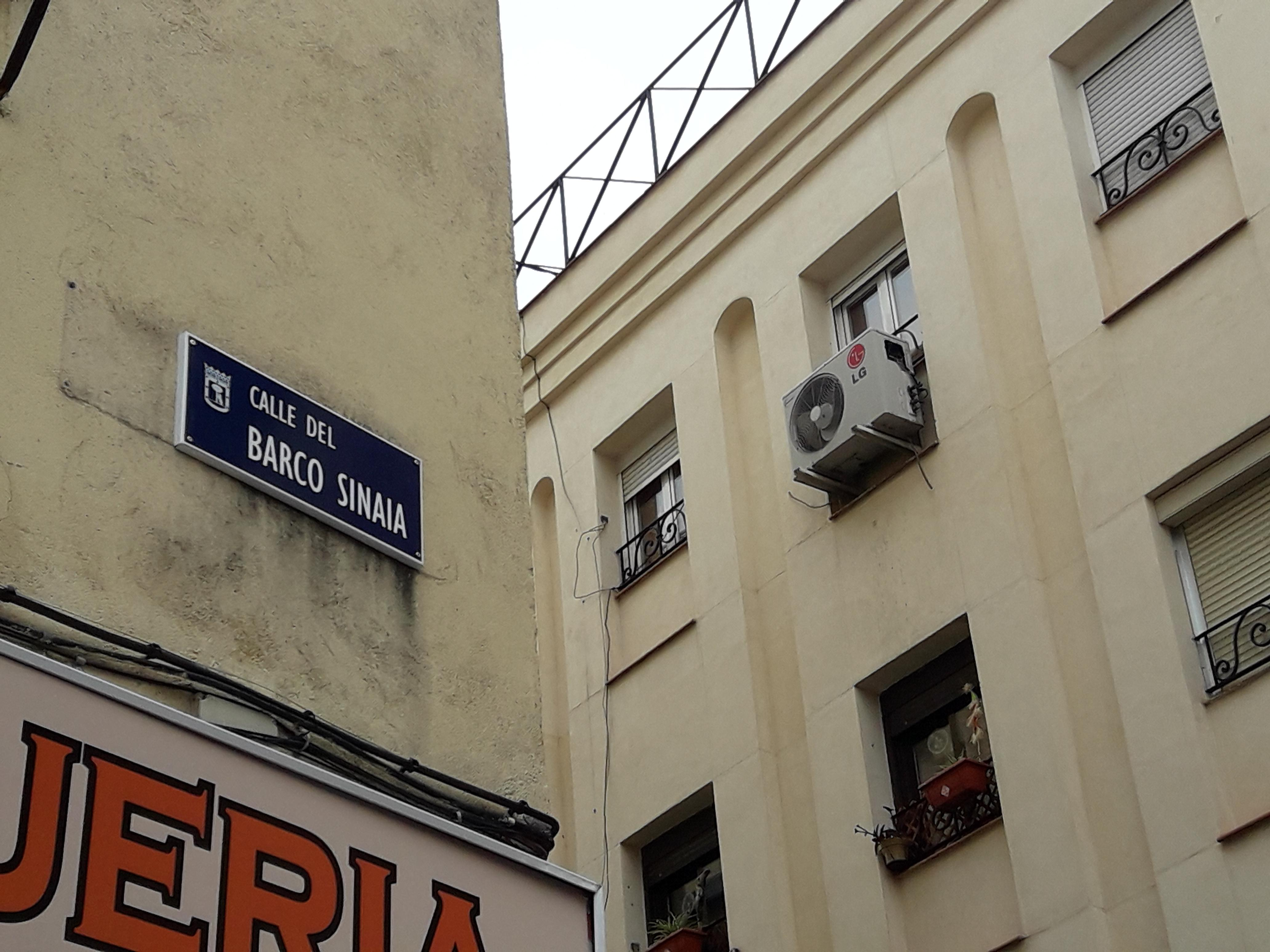
Straße in Madrid, die nach der Sinaia benannt wurde

Die Sinaia war ein französisches Dampfschiff der Reederei Fabre-Line. Sie lief 1922 in Glasgow vom Stapel. Das Schiff wurde von Marie von Edinburgh getauft, der Königin von Rumänien, welche im Schloss Peleș in der Kleinstadt Sinaia residierte. Eingesetzt zum Personen-Transport, bediente die Sinaia vor allem die Strecke Marseille – New York. Nach dem Ende des Spanischen Bürgerkriegs gelangte mit ihr 1939 die erste größere Gruppe spanischer Republikaner ins mexikanische Exil, weshalb das Schiff in beiden Ländern bis heute in Erinnerung geblieben ist. Im November 1942 wurde sie durch das nationalsozialistische Deutschland beschlagnahmt und in der Folge zu einem Lazarettschiff umgebaut. Im August 1944 wurde die Sinaia während der Operation Dragoon durch die Wehrmacht vor Marseille als Blockschiff versenkt. 1946 wurde sie gehoben und anschließend verschrottet.

## Geschichte

### 1935 Seereise beim Esperanto-Kongress in Italien
Das Schiff wurde für eine Kreuzfahrt mit 630 Teilnehmern im Anschluss an den Esperanto-Weltkongress 1935 eingesetzt, der in Florenz, Rom und Neapel stattfand. Das Treiben an Bord mit einer internationalen Reisegesellschaft wurde mindestens zweimal literarisch verarbeitet. Der ungarische Schriftsteller Julio Baghy machte daraus einen Bericht in Form eines fiktiven Briefs einer schwedischen Dame. Der deutsche Dichter Karl Vanselow nahm es zum Anlass für ein launiges Gedicht, nach dem Muster von „Eine Seefahrt, die ist lustig“ und geht dabei auf die Bedingungen an Bord ein (Hitze, Verpflegung).
Die Route führte von Neapel entlang der westlichen Küste Italiens Richtung Süden über Malta nach Tripolis (Libyen, damals italienische Kolonie) und über Palermo nach Genua.

### 1939 Beförderung von Exil-Spaniern nach Mexiko
Die Sinaia stach am 25. Mai 1939 im französischen Sète in See und legte am 13. Juni im mexikanischen Veracruz an. Während der neunzehntägigen Reise befanden sich neben der Besatzung 307 Familien an Bord, insgesamt 1599 Personen, mehrheitlich Männer (953) über 15 Jahren, die in der Endphase des Bürgerkriegs nach Frankreich geflüchtet und dort in Lagern, wie dem Internierungslager Barcarès, inhaftiert worden waren. Dieser Situation entkamen sie, indem sie eine Einladung des mexikanischen Präsidenten Lázaro Cárdenas del Río annahmen.
Organisiert wurde die Fahrt durch den Servicio de Evacuación de Refugiados Españoles (SERE) und die mexikanische Regierung. Der SERE wurde im Februar 1939 in Paris durch die Regierung von Juan Negrín gegründet, der folgende Parteien und Gewerkschaften angehörten: Federación Anarquista Ibérica (FAI), Partido Comunista de España (PCE), Izquierda Republicana (IR), Unión Republicana (UR), Esquerra Republicana de Catalunya (ERC), Acción Catalana Republicana (ACR), Acción Nacionalista Vasca (ANV), Partido Nacionalista Vasco (PNV), Partido Socialista Obrero Español (PSOE), Unión General de Trabajadores (UGT) und Confederación Nacional del Trabajo (CNT).
Die Passagiere wurden vom SERE ausgewählt. Es waren Menschen, die den Organisationen der Regierungskoalition nahe standen. Sie kamen aus unterschiedlichen Klassen und Berufen, darunter auch bekannte Schriftsteller, Dichter, Wissenschaftler, Maler, Musiker und Politiker. Folgende bekannte Persönlichkeiten nahmen u. a. an dieser Reise teil: Aurelio Arteta (Maler), Pedro Garfias (Dichter), Ramón Gaya (Maler), Elvira Godás (Pädagogin), Juana Ontañón y Valiente (Pädagogin), Rafael Oropesa (Musiker), María Roldán Castros (Veterinärin und Biologin), Juana Francisca Rubio (Malerin und Illustratorin), Adolfo Sánchez Vázquez (Philosoph), David Seymour (Fotograf), Antonio Zozaya (Schriftsteller).
Aufgrund der Überbelegung des Schiffes, waren die Reisebedingungen wenig komfortabel. Die Passagiere erleichterten sich die Verweildauer auf der Sinaia durch die Organisation von Festen, Konzerten, Ausstellungen und Informationsveranstaltungen, durch die sie sich über die Lebensverhältnisse in Mexiko informierten. Während der Überfahrt wurde wenigstens ein Kind geboren, welches zu Ehren des Schiffes den Namen Susana Sinaia Caparrós erhielt. An Bord erschienen 18 Ausgaben einer Zeitung, die den Titel Sinaia. Diario de la Primera Expedición de Republicanos Españoles a México trug (Sinaia. Tageszeitung der ersten Expedition von spanischen Republikanern nach Mexiko). Die Zeitung informierte die Flüchtlinge über das Leben an Bord und das Zielland Mexiko.
Bei der Ankunft in Veracruz empfingen über zwanzigtausend Menschen die Reisenden am Hafenkai, darunter eine offizielle Delegation der mexikanischen Regierung. Ignacio García Téllez begrüßte die Passagiere als tapfere Verteidiger der demokratischen Republik.

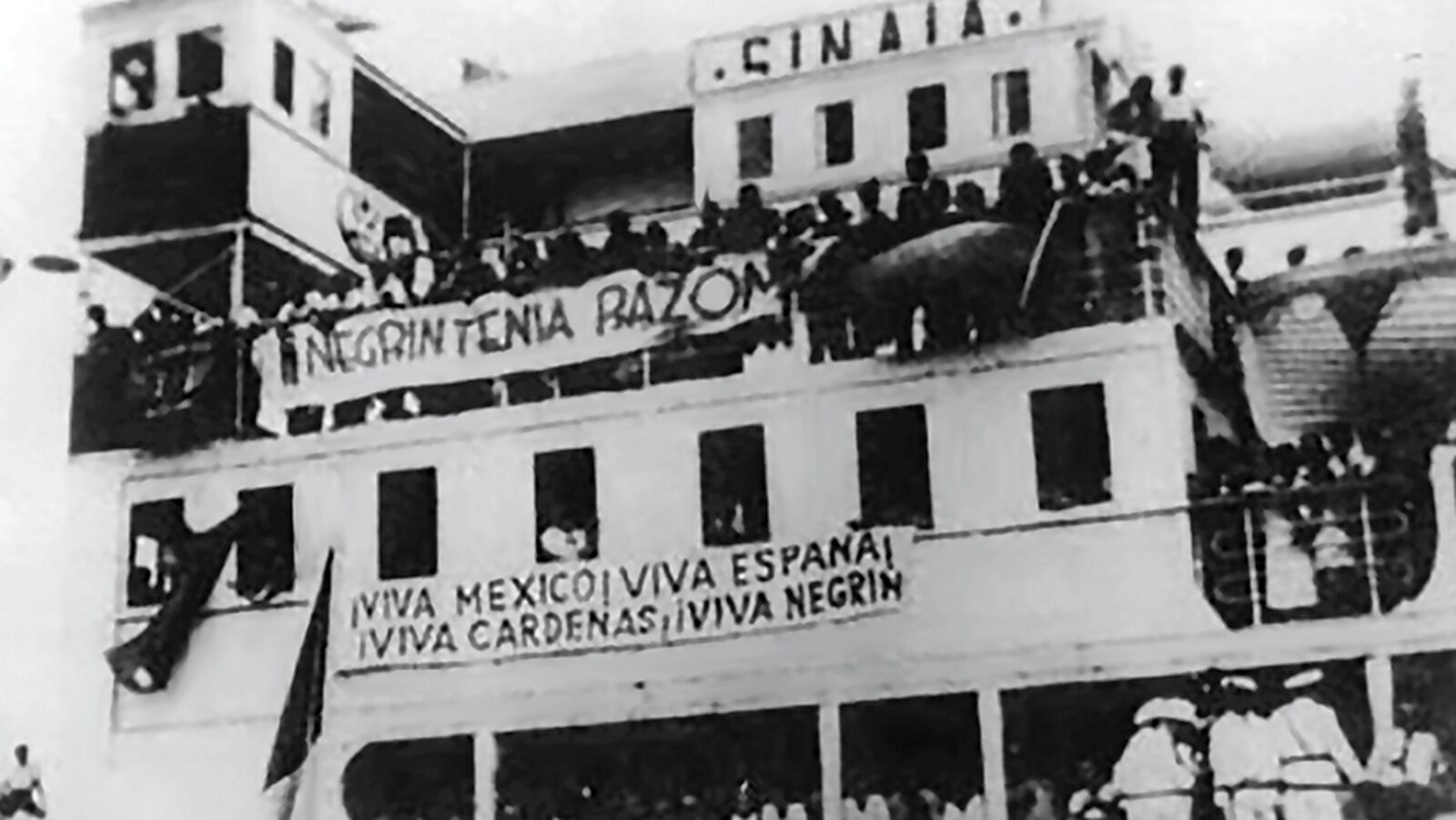
Die Sinaia während der Ankunft in Veracruz.

Nach der Sinaia brachten weitere Schiffe Exil-Spanier nach Mexiko, so die Ipanema (998 Passagiere) und die Mexique (2200 Passagiere). Bis 1942 wanderten zwischen 22.000 und 30.000 antifaschistische Spanier nach Mexiko aus.

## Nachwirkung
2018 wurde in Madrid eine Straße nach der Sinaia benannt.
In der Fernsehserie Transatlantic werden die Protagonisten zunächst durch die französischen Behörden auf der Sinaia im Hafen von Marseille fest gesetzt (Episode 4), bevor einigen von ihnen mit dem Schiff die Ausreise nach Martinique gelingt (Episode 6).